# Progebiophilus assisi
Progebiophilus assisi là một loài chân đều trong họ Bopyridae. Loài này được Kazmi & Bourdon miêu tả khoa học năm 1997.